# علیرضا پاک‌فطرت
علیرضا پاک فطرت (زادهٔ مهرماه ۱۳۳۸ در شیراز) شهردار سابق شیراز و نمایندهٔ دوره یازدهم مجلس شورای اسلامی از حوزهٔ انتخابیهٔ شیراز و زرقان است.  